# 安得拉側帶小公魚
安得拉側帶小公魚為輻鰭魚綱鲱形目鳀科的其中一種，分布於印度太平洋區，包括印度、澳洲、印尼、巴布亞紐幾內亞、馬來西亞、新加坡等海域，棲息深度可達50公尺，本魚體細長，上頜尖指出，達到或超過前鰓蓋，上頜尖端附近縮進後凹，後緣。臀鰭短，起於背鰭基部中點，臀鰭鰭條17-18枚，體長可達5公分，棲息在沿海，喜群游。

## 擴展閱讀
- 維基物種上的相關：安得拉側帶小公魚